# Pseudoclonistria royi
Pseudoclonistria royi är en insektsart som beskrevs av Langlois och Michel G. Lelong 20. Pseudoclonistria royi ingår i släktet Pseudoclonistria och familjen Diapheromeridae. Inga underarter finns listade i Catalogue of Life.